# SVT Sport
SVT Sport, tidigare TV-sporten, är sportredaktionen i SVT. Sport har visats i SVT sedan sändningarnas barndom vid 1950-talets mitt.

## Historik

### 1954–1995

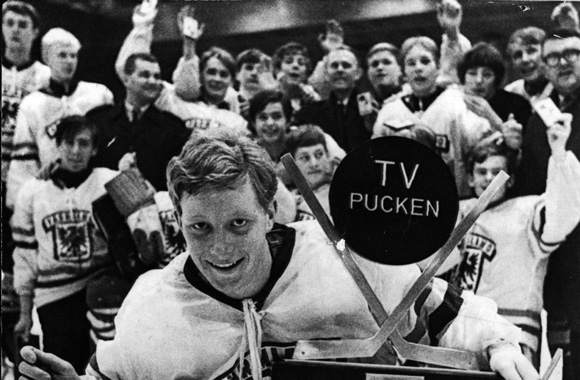
Värmland vinner TV-pucken 1967.

Den första matchen som visades var när Djurgårdens IF och UoIF Matteuspojkarna spelade distriktsmästerskapsfinal i ishockey den 21 november 1954.
I december samma år var det premiär för tennis, när Sverige mötte Danmark i King's Cup. I mars 1955 var det dags för svenska mästerskap i tyngdlyftning och sedan en stadskamp i hästhoppning mellan Helsingfors och Stockholm innan fotbollen hade premiär i maj samma år. under en allsvensk match mellan AIK och IFK Norrköping i Solna. Veckan därpå, den 11 maj, sände man fotbollslandskampen Sverige-Ungern från Solna och kommande år sände man Sverige-England.
Då världsmästerskapet i fotboll 1958 spelades i Sverige, och sändes då i SVT, och samtidigt ökade antalet TV-licenser kraftigt. Den 5 november 1959 sändes första internationella TV-matchen med ett svenskt klubblag, då IFK Göteborg mötte Sparta Rotterdam i Europacupen på Gamla Ullevi. Den 2 maj 1959 sändes för första gången FA-cupfinalen i SVT, men inte direkt.
TV-pucken startades 1959.
År 1980 blev Ann-Britt Ryd Pettersson redaktionens första kvinnliga medarbetare
Den 2 december 1989 direktsände man för första gången innebandy, då Sverige slog Finland med 10-2 vid en herrlandskamp i Fyrishallen i Uppsala.
Under den engelska fotbollens säsonger 1969/1970-1994/1995 sändes Tipsextra i SVT, men bara då Sverige hade vinter och den svenska säsongen låg nere.

### 1995–

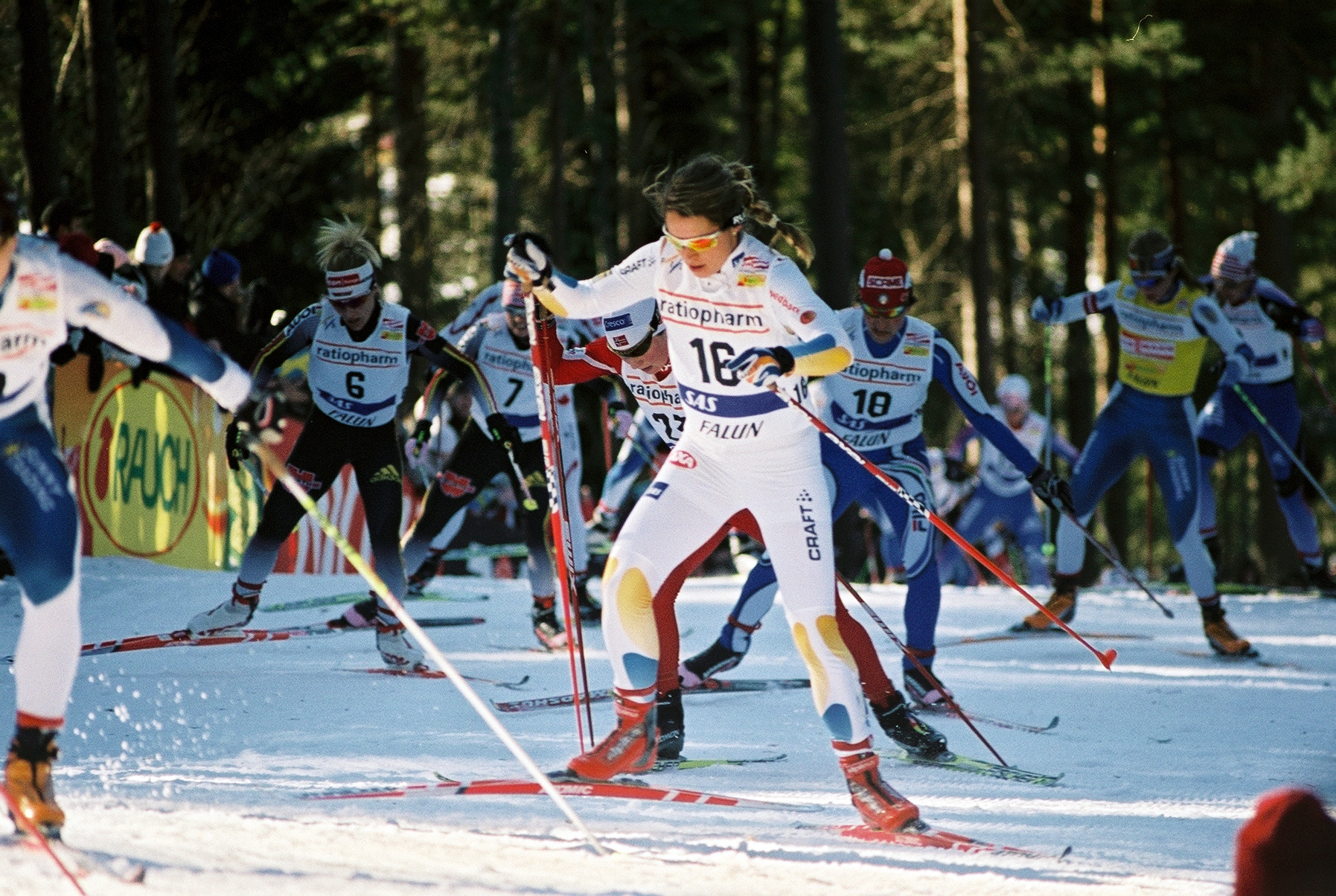
Vintersportsändningarna är en populär del av SVT:s sportsändningar.

Mycket sport, bland annat toppfotboll, har från mitten av 1990-talet slutat sändas i SVT till förmån för andra kanaler, eftersom den licensfinansierade public service-TV:n inte tycker sig ha anledning att konkurrera om de dyraste evenemangen med de kommersiella kanalerna. I stället har man tagit fasta på bredden i rapporteringen.
Världsmästerskapet i ishockey för herrar visades i SVT fram till 1989 då sändningarna övertogs av TV3, som startats 1987. De första åren samsändes dock evenemanget, men SVT fick nu sända med en kvarts fördröjning. och världsmästerskapet sändes i SVT sista gången 1995, även om en match i finalserien efterhandssändes 1997.
Under 2000-talets första decennium har det framför allt varit vintersporter som bandy, alpin skidsport, friidrott, nordisk skidsport, skidskytte som sänts i SVT i samband med Vinterstudion, samt slutspel från basket, handboll, innebandy och volleyboll.
Sedan 2009 är SVT medarrangör till SM-veckan, vilket innebär att mycket av tävlingarna under veckan också sänds eller rapporteras om i TV. SVT korar sedan 2011 Sveriges bästa idrottsstad i samband med SM-veckan.
Den 17 juni 2011 meddelades att SVT går miste om sändningarna från olympiska vinterspelen 2014 i Sotji och olympiska sommarspelen 2016 i Rio de Janeiro, efter att rättigheterna köpts av Viasats ägare MTG.
I december 2012 blev SVT Sport utnämnd till den näst bästa sportkanalen i världen efter Eurosport vid den årliga internationella Sport-TV-galan i Milano.
I april 2016 utsågs Åsa Edlund Jönsson till SVT Sports första kvinnliga sportchef.
Vid Sportfilmsfestivalen i Milano i oktober 2018 utsågs SVT till världens bästa sport-TV-kanal.
SVT Sport har också fått flera utmärkelser för sin jämställda sportbevakning 

### Sportchefer på SVT
Följande personer har under årens lopp varit SVT:s sportchefer.
- 1957 – 1969 Gert Engström
- 1969 – 1983 Åke Iwarsson
- 1983 – 1985 Lennart Sveder
- 1985 – 1988 Sven-Olov Malmros
- 1988 – 1990 Hans Bonnevier
- 1990 – 1998 Bosse Gentzel
- 1998 – 2005 Remy Nilsson
- 2005 – 2009 Albert Svanberg
- 2010 – 2015 Per Yng
- 2016 – 2022 Åsa Edlund Jönsson
- 2023 –      Max Bursell